# Long-Tan-Kreuz

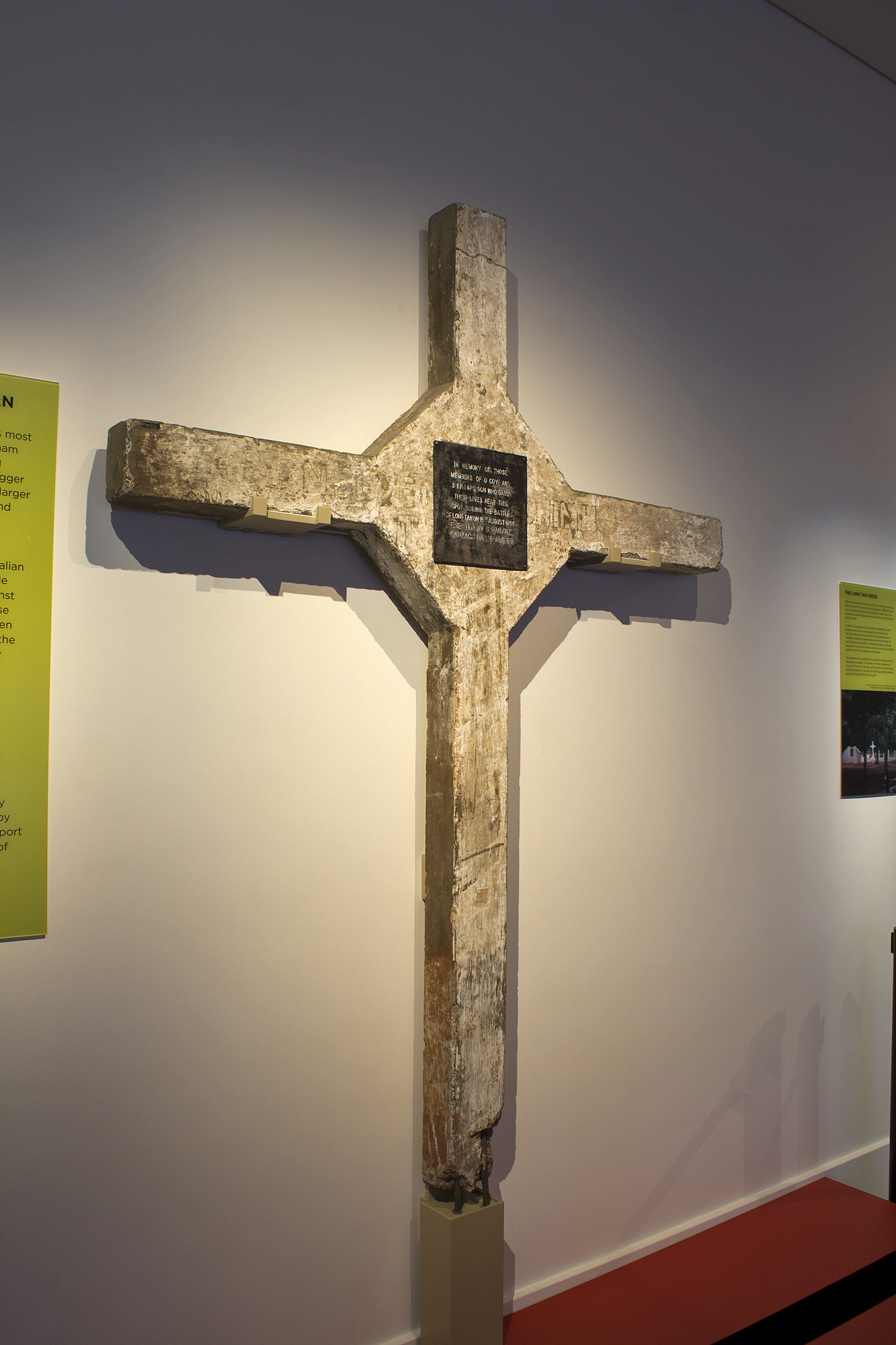
Das originale Long-Tan-Kreuz im Australian War Memorial, August 2012

Das Long-Tan-Kreuz ist ein Denkmal, welches am 18. August 1969 durch Angehörige des 6th Battalion, Royal Australian Regiment (6. Bataillon, Königliches Australisches Regiment) an der Stelle der drei Jahre früher geschlagenen Schlacht von Long Tan während des Vietnamkriegs errichtet wurde. Das originale Kreuz wurde nach dem kommunistischen Sieg im Krieg entfernt und zum Gedenken an einen Priester verwendet. Im Jahr 1984 wurde es durch das Provinzmuseum von Dong Nai wiederentdeckt und dort ausgestellt. Eine Replik des Kreuzes wurde in den 1980ern am Schlachtschauplatz errichtet und wird regelmäßig von australischen Vietnamkriegsveteranen besucht.

## Geschichte
Am Nachmittag und Abend des 18. August 1966 wurde eine Kompanie des 6th Battalion, Royal Australian Regiment bei Long Tan in Südvietnam in schwere Kämpfe mit zahlenmäßig überlegenen Truppen des Vietcong verwickelt. Die 108 Mann starke Kompanie konnte mittels Artillerie- und Luftunterstützung etwa 2.000 feindliche Kämpfer zurückschlagen, wobei sie und die unterstützenden Einheiten 18 Tote und 24 Verwundete zu beklagen hatten. Damit waren die Kämpfe der verlustreichste Kampfeinsatz der Australier im gesamten Krieg. Mindestens 245 Vietnamesen fielen in der Schlacht.
Am dritten Jahrestag der Schlacht stellten Angehörige der Kompanie das Kreuz als Erinnerungsdenkmal auf. Laut einem Artikel in der Zeitung The Canberra Times entstand das Kreuz aus einer Idee der Offiziere David Butler und James Cruickshank zurück und wurde durch den Unteroffizier Alan McLean aus Beton hergestellt. Das Kreuz wiegt etwa 100 kg und ist knapp unter zwei Meter hoch.
Am 17. August 1969 landeten die A und D Company des Regiments mit Hubschraubern nahe dem ehemaligen Schlachtfeld und sicherten die Umgebung. Am folgenden Tag räumten Infanteristen und Pioniere den Bereich, in dem ein Zug sich während der Schlacht verschanzt hatte. Ein Helikopter der Royal Australian Air Force brachte anschließend das Kreuz zu dieser Stelle. Das restliche Bataillon traf im Verlauf des Morgens ein und der Regimentspriester hielt einen Gottesdienst ab. Zehn Mann, die an der Schlacht beteiligt waren, standen während der Zeremonie um das Kreuz. Sie war vor Beginn des Nachmittags abgeschlossen, woraufhin das Bataillon in eine nahe australische Basis bei Nui Dat zurückzog. Die an der Schlacht beteiligte D Company verließ den Ort des Denkmals dabei als letztes.
In der Zeit nach dem Fall Saigons und dem Ende des Vietnamkriegs 1975 wurde das Long-Tan-Kreuz von seinem Ursprungsort entfernt. Es diente bis 1984 zum Gedenken an einen verstorbenen katholischen Priester, bevor Mitarbeiter des Provinzmuseums von Dong Nai in Bien Hoa es entdeckten. Das Museum barg das Kreuz und nahm es in seine Sammlung auf. Es wurde mit anderen Relikten des Krieges ausgestellt. Im Jahre 1986 oder 1989 stellte ein Bürgerkomitee des Bezirks Long Tan eine Replik des Kreuzes auf. Die Replik wird häufig von australischen Kriegsveteranen besucht und ist neben einem französischen Denkmal zur Erinnerung an die Schlacht um Điện Biên Phủ das einzige an ausländische Streitkräfte erinnernde Denkmal, welches von den vietnamesischen Behörden geduldet wird.
Das originale Long-Tan-Kreuz wurde dem Australian War Memorial in Canberra Mitte 2012 als Leihgabe zur Verfügung gestellt, wo es ab dem 17. August ausgestellt wurde. Im April 2013 wurde es nach Vietnam zurückgeschickt.